# Paleoart
Paleoart (také paleo-umění neboli umění rekonstrukce pravěkého života) je výtvarný obor zabývající se rekonstrukcí života v pravěku a zobrazováním jednotlivých pravěkých organismů. Dlouhou dobu se jednalo o malou oblast fiktivní výtvarné tvorby, v současnosti už se však paleoartu věnují desítky až stovky umělců profesionálně. Tento termín zavedl poprvé v roce 1987 americký výtvarník Mark Hallett.

## Historie

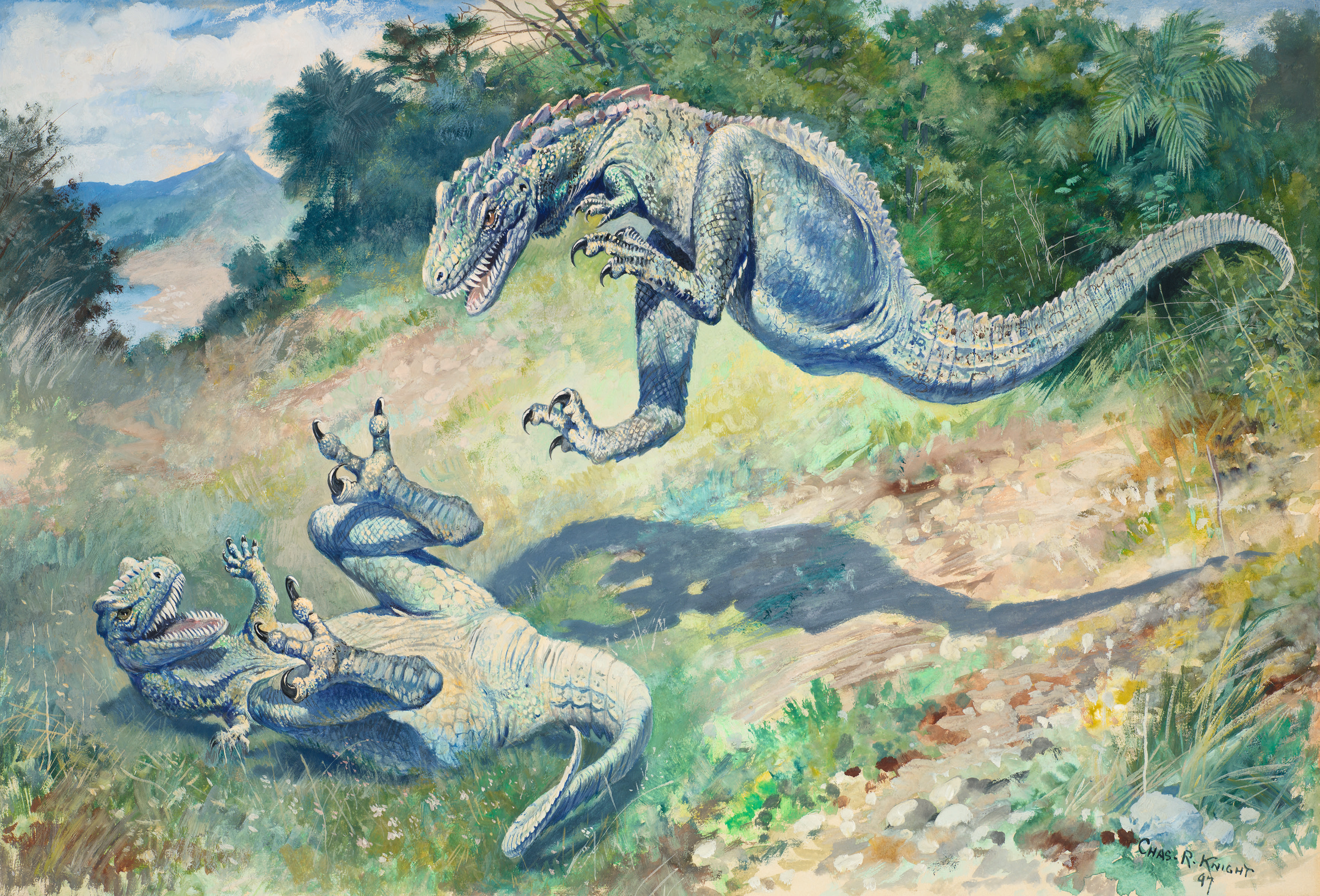
Obraz dravých dinosaurů rodu Dryptosaurus ("Laelaps") od Charlese R. Knighta (1897).

První zpodobnění původců zkamenělin je známo již z období antiky, kdy například na korintské váze z poloviny 6. století př. n. l. nalezneme "trójskou příšeru", založenou zřejmě na pozorování lebky třetihorního žirafovitého kopytníka rodu Samotherium. Podobně i zobrazení mytického gryfa může mít základ v pozorování lebek dinosaurů rodu Protoceratops nebo jiných pravěkých zvířat.
V období raného novověku se objevují první záměrné rekonstrukce původců fosilií, například první obrazy mamutů a později i dinosaurů, ptakoještěrů a dalších. Kolem roku 1830 vznikají první rekonstrukce pravěkých ekosystémů, například známý obraz Duria Antiquior od britského přírodovědce Henryho De la Beche.

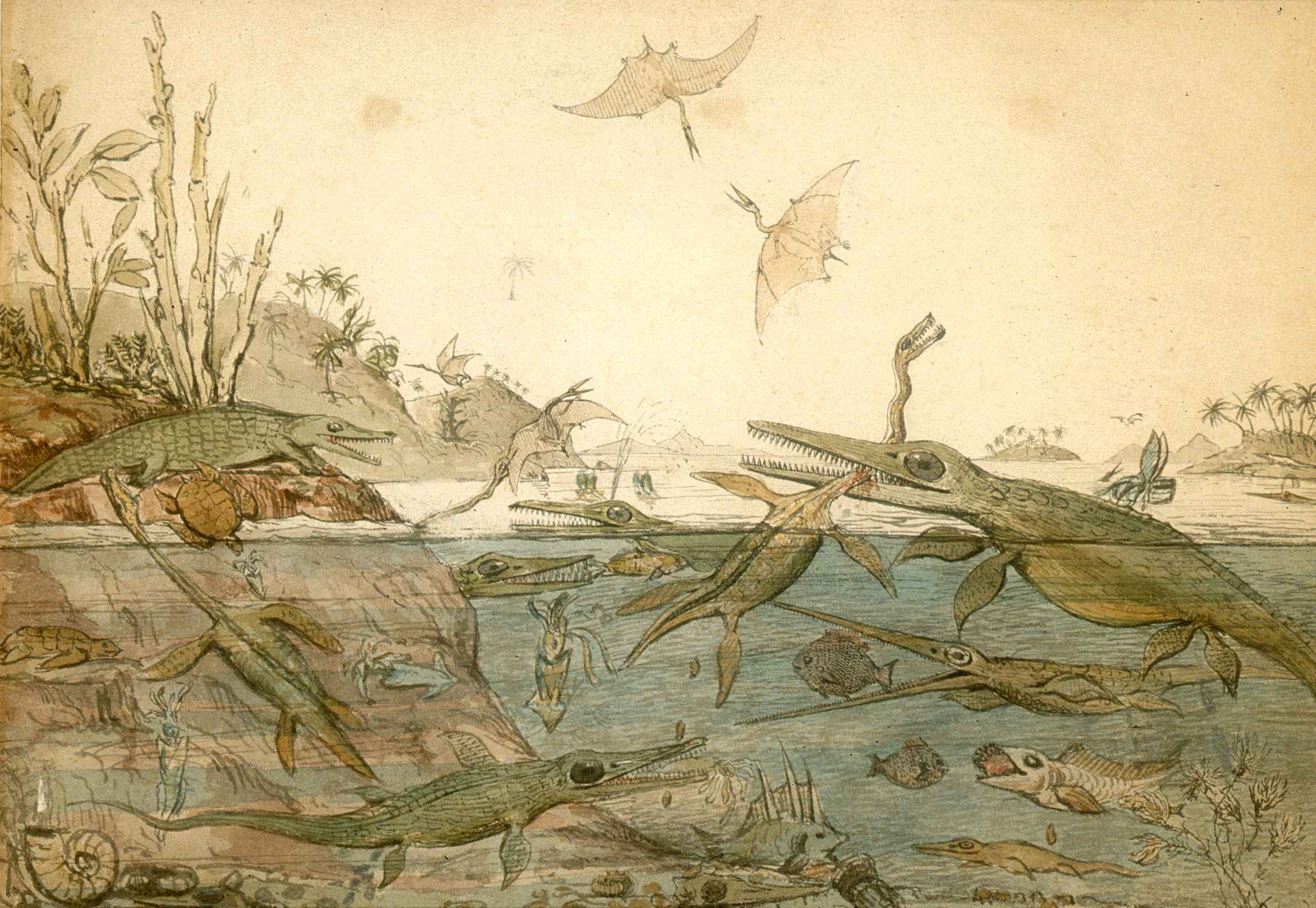
Obraz Duria Antiquior (pravěký Dorset) od Henryho De la Beche (1830).

Ve 20. století se postupně objevuje množství významných osobností paleoartu, jako je Charles R. Knight, Rudolph Zallinger nebo Zdeněk Burian. Jejich výtvarný vliv přetrval často až do současnosti a jejich dílo je stále populární (byť často již neodpovídá novým paleontologickým poznatkům). Samostatnou kapitolou je také zobrazování pravěkých rostlin, což je rovněž umění s dlouhou tradicí.

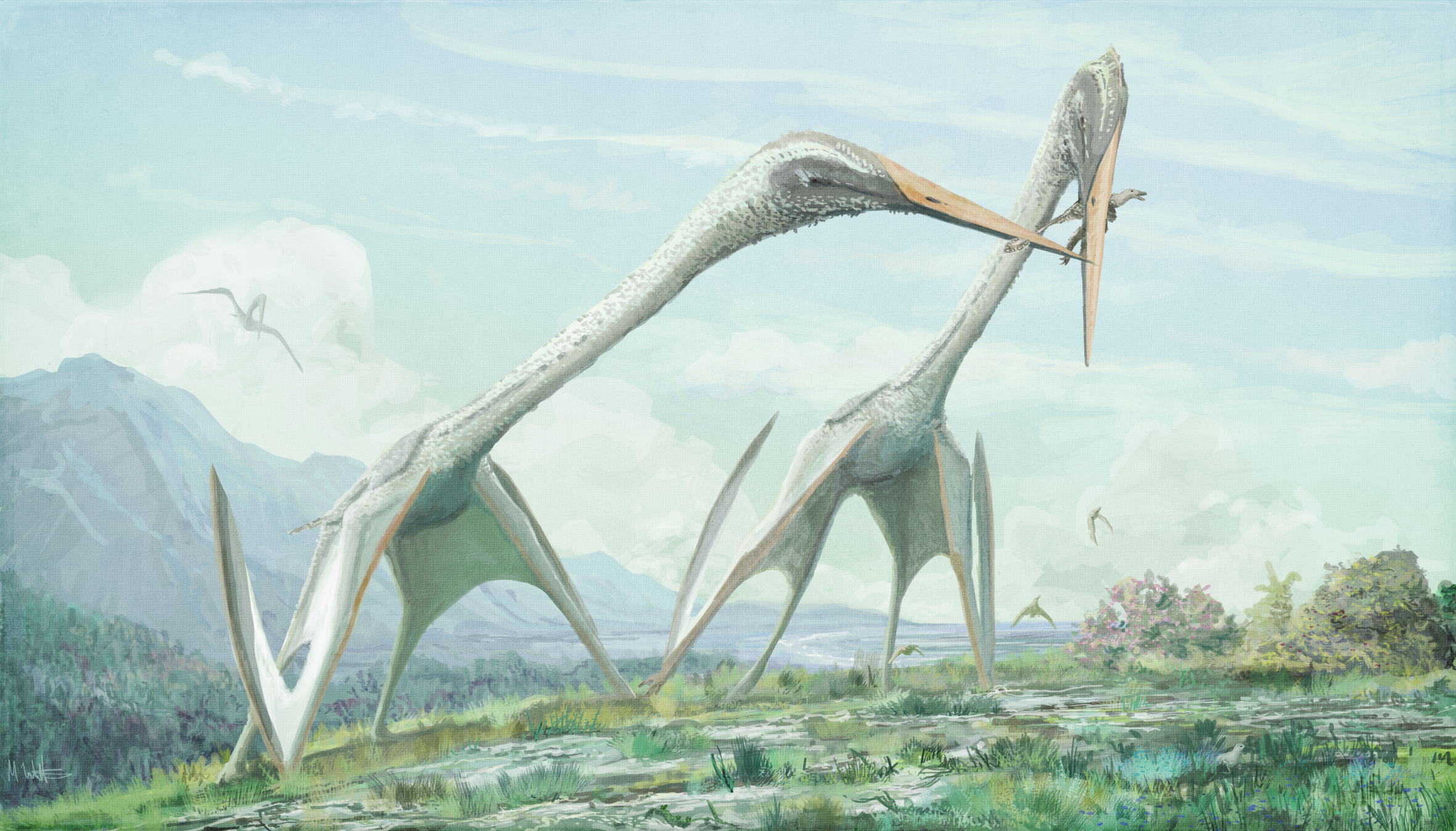
Arambourgiania philadelphiae - moderní rekonstrukce v podání Marka Wittona (2017).

V současnosti jsou hojně využívány moderní digitální technologie malby. Mezi známé paleo-umělce patří například Mark Witton, John Sibbick, Julius T. Csotonyi, Luis V. Rey a další. V České republice patří ke známým protagonistům tohoto oboru například Petr Modlitba, Jan Sovák, Josef Moravec nebo Vladimír Rimbala.